# Bakau

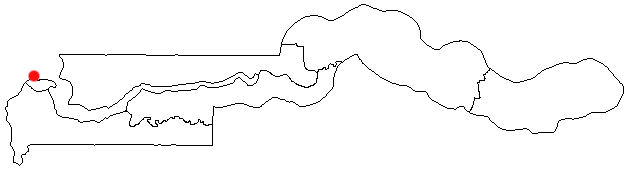
Localização de Bakau

Bakau é uma cidade da Gâmbia, que fica no distrito da cidade de Banjul. Há na cidade um importante Jardim botânico e várias praias.
Bakau é a cidade com melhor infra-estrutura turística da Gâmbia e tem nesta atividade econômica a maior parte da geração de empregos e divisas. Perto do litoral do Oceano Atlântico, tem uma serie de hotéis na parte de Cape Point.